# 1983年阿根廷大選
1983年阿根廷大選于1983年10月30日举行，此次選舉标志着1976年開始統治阿根廷的阿根廷軍人獨裁時期的終結以及阿根廷恢復了民主憲政體制。此次總統由全民直選，並且选民同時選出阿根廷总统、阿根廷各省省长、市长，以及各個級別的議會議員，此次選舉的投票率为85.6%。